# Jurgen Van Meerbeeck
Jurgen Van Meerbeeck (24 juni 1963) is een Belgisch voormalig basketballer en basketbalcoach.

## Carrière
Hij begon zijn spelerscarrière in 1984 bij Maccabi Brussel waar hij van 1984 tot 1989 speelde. Hij won met de club twee keer de Belgische beker namelijk in 1981 en 1988, in 1983 en 1989 verloren ze de bekerfinale. Daarna ging hij spelen voor Spirou Monceau dat net was opgericht dat jaar, hij speelde er tot in 1991. In 1991 ging hij aan de slag bij BC Oostende waar hij twee seizoenen doorbracht. In 1993 ging hij spelen voor Union Quaregnon waarvoor hij vijf jaar speelde, in 1998 speelde hij nog een seizoen voor Atomia Brussels.
Meteen na zijn spelerscarrière werd hij assistent-coach bij Union Mons-Hainaut onder Yves Defraigne, na vijf en een half jaar werd hij in november 2004 hoofdcoach. Van 2005 tot 2006 was hij coach van Bavi Vilvoorde en nadien van BC Colfontaine. In 2007 werd hij coach bij Dexia Namen die actief waren in de hoogste klasse bij de vrouwen. In 2008 werd hij coach van RBC Pepinster, hij bleef bij de club tot in 2010. Hetzelfde jaar ging hij in om hoofdcoach te worden van de Leuven Bears waarbij hij bleef tot in 2015 toen hij geen nieuw contract kreeg na een laatste plaats in de competitie. In 2015 was hij korte tijd actief bij Castors Braine waar hij Ainars Zvirgzdiņš opvolgde. Nadien was hij nog actief als coach bij "Basketball Elite Academy" en analist bij Telenet en VOO.

## Erelijst
- Belgisch bekerwinnaar: 1981, 1988
  - Tweede: 1983, 1989
- Belgisch coach van het jaar: 2010